# 警察特別單位總司令部
警察特別單位總司令部（英語：General Command of Police Special Units，簡稱：GCPSU）是阿富汗伊斯蘭共和國內務部所屬的國家級特種警察單位，其地位相當於美國聯邦調查局的人質拯救隊（HRT）和德國聯邦警察GSG 9等精英特種警察單位。該部隊主要負責應對各種高調的恐怖襲擊、進行高風險逮捕行動、危機應變，以及緝毒作戰。GCPSU成立於2009年，但其根源可追溯自2002年，當時它的主要任務是掃毒。

## 部隊編制
GCPSU是由3個作戰單位，CRU 222、CF 333以及ATF 444，以及1個訓練部門和情報單位所組成。
- 第444阿富汗區域部隊（Afghan Territorial Force (ATF) 444）[2]
- 第222危機應變單位（Crisis Response Unit (CRU) 222）
- 阿富汗特別緝毒部隊（Afghan Special Narcotics Force）：又稱“第333突擊部隊”（Commando Force (CF) 333）[4]，該部隊是一支緝毒部隊，成立於2003年末，並由英國軍事顧問協助訓練和提供支援。它負責在阿富汗的偏遠地區執行掃毒作戰，並針對高價值目標，如：製毒工場發起掃蕩行動。美國國防部則負責為該部隊提供情報和空中支援[5][6]。其所有的作戰都需要獲得內務部和總統的授權。它會時常跟美國緝毒局發起聯合行動，並已查獲數百噸非法毒品[7]。

## 訓練
要成為GCPSU的一員並不容易，候選人必須通過為期一年的訓練。該訓練分為4個部份：第1階段是為期16個星期的基本和基礎技能訓練；第2階段是為期8個星期的“國家級單位幹員課程”（National Unit Operators Course）；第3階段長達24個星期，主要是強化先前的城市作戰訓練、醫療技能、直升機突擊、炸藥爆破技能和拘捕技巧。最後階段是決定部隊能夠正式運作前的綜合部隊訓練週期。在訓練課程中，候選人需要學習多樣技能，包括：法律培訓、搜身技巧、武力使用等警察技能，以及武器操作，如使用鐳射瞄準器及夜視儀。幹員亦可參加如狙擊訓練、爆炸品處理等專業課程。

## 任務紀錄
截至2015年5月為止，GCPSU已進行過1,591次作戰，當中只有148次需要顧問和北約支援。

## 現況
自從2021年塔利班重新控制阿富汗後，GCPSU被其後成立的阿富汗伊斯蘭酋長國內務部所接管，目前效忠於阿富汗伊斯蘭酋長國。

## 已知裝備

### 個人武器

#### 手槍
| 武器名稱      | 原產地 | 備註 |
| ------------- | ------ | ---- |
| 克拉克17      | 奥地利 | -    |
| 史密斯威森SW9 | 美国   | -    |

#### 衝鋒槍
| 武器名稱  | 原產地 | 備註 |
| --------- | ------ | ---- |
| 蠍式EVO 3 | 捷克   | -    |

#### 突擊步槍
| 武器名稱 | 原產地 | 備註 |
| -------- | ------ | ---- |
| AK系列   | 苏联   | -    |
| M4A1     | 美国   | -    |
| Mk 18    | 美国   | -    |

#### 狙擊步槍
| 武器名稱              | 原產地 | 備註 |
| --------------------- | ------ | ---- |
| DPMS Panther LRT-SASS | 美国   | -    |
| Daniel Defense DD5V4  | 美国   | -    |

#### 機槍
| 武器名稱 | 原產地 | 備註 |
| -------- | ------ | ---- |
| M249 SAW | 美国   | -    |
| M240B    | 美国   | -    |

#### 榴彈發射器
| 武器名稱 | 原產地 | 備註           |
| -------- | ------ | -------------- |
| GP-25    | 苏联   | 下掛於AK步槍下 |

### 個人裝備
- 多地型迷彩作戰服
- 戰術頭盔
  -  MICH-2000
  -  Ops-Core FAST Ballistic
- 抗噪耳機
  -  3M Peltor Comtac III
- 攜板背心
- 夜視儀
  -  AN/PVS-14
- 無線電